# 日本催眠学会
日本催眠学会（にほんさいみんがっかい、英語名 Japan Institute of Hypnosis）は、催眠とこれに関連する諸科学を科学的（医学的、心理学的、生理学的）に研究し解明すると同時にその技法を高めていくことを目指している学会。日本学術会議・国際催眠学会（The International Society of Hypnosis）に加盟している。

## 沿革
- 1960年　藤本正雄氏が日本催眠学会を商号として登録（前身）
- 1984年　日本催眠学会創設（発足）
- 1985年　第1回日本催眠学会学術大会の開催（大会長　関園子）
- 1986年　学会誌『催眠と科学』第1巻の発行

## 主な活動
- 学術大会の開催（年1回、1985年～）

## 機関誌
- 『催眠と科学』（Science of hypnosis）（創刊1986年）